# Andrés Carrasco: ciencia disruptiva
 Andrés Carrasco: ciencia disruptiva  es una película documental  de Argentina filmada en colores dirigida y guionada por Valeria Tucci  que se estrenó el 6 de febrero de 2020.  

## Contexto
En abril de 2009 Carrasco dio a conocer su informe y la Asociación Argentina de Abogados Ambientalistas inició una acción de amparo ante la Corte Suprema de Justicia de la Nación, donde solicitó una serie de medidas en protección del ambiente y la salud de la población nacional ante las gravísimas y generalizadas consecuencias en los ecosistemas y la población por la utilización de este agrotóxico, invocando el principio precautorio del derecho ambiental.
Los demandados fueron el Estado Nacional y las provincias de Buenos Aires, Córdoba y Santa Fe. A la empresa Monsanto ―principal comercializadora del herbicida a base de glifosato― se la cita como «tercero interesado».
Por su parte otros investigadores así como funcionarios públicos han criticado el informe Carrasco y sostiene que si el producto se aplica responsablemente, no presenta riesgos para la salud humana o el medio ambiente.

## Sinopsis
La acción de un médico que advirtió que un agroquímico destinado a eliminar hierbas que perjudicaban la cosecha de la soja y otros cultivos, el glifosato, podía afectar a las personas causándole enfermedades, deformaciones e, incluso, la muerte. Su investigación, la difusión de sus comprobaciones y su prédica chocaron con los gobernantes que autorizaban su uso y con  los intereses de empresas importantes que lo fabricaban o utilizaban.

## Comentarios
Lau Kievsky en el sitio web cinergiaonline.com escribió:

” 
…utiliza diversos recursos para contar esta historia pero lo que realmente logra que nos conectemos con lo que sucedió y sucede son las distintas entrevistas a los actores involucrados. La palabra de los que saben o de los que sufrieron de alguna forma las consecuencias de los agrotóxicos nos tocan de cerca.
La película logra que nos cuestionemos ciertas cosas que se nos aparecen como dadas mientras funciona una lógica explotadora que no se preocupa por nuestra salud. Muestra la importancia de la ciencia y la movilización para lograr un cambio.